# Susanne Munk Wilbek
Susanne Munk Wilbek wcześniej Lauritsen (ur. 12 października 1967 roku), duńska piłkarka ręczna, reprezentantka kraju, bramkarka.
Mistrzyni Olimpijska 1996 z Atlanty.
10 grudnia 1994 r. wyszła za Ulrika Wilbeka.

## Sukcesy
- 1993: wicemistrzostwo Świata
- 1994, 1998: mistrzostwo Europy
- 1995: brązowy medal mistrzostw Świata
- 1996: mistrzostwo olimpijskie
- 1997: mistrzostwo Świata

### Nagrody indywidualne
- 1996: najlepsza bramkarka Igrzysk Olimpijskich
- 1997: najlepsza bramkarka mistrzostw Świata